# 基諾斯普林斯 (亞利桑那州)
基諾斯普林斯（英語：Kino Springs）是位於美國亞利桑那州聖克魯斯縣的一個人口普查指定地區。根據2010年美國人口普查，該地人口為136人，而該地的面積約為0.67平方千米。

## 地理
基諾斯普林斯的座標為31°21′47″N 110°48′36″W / 31.36306°N 110.81000°W，而該地最高點為海拔高度1219米（即3999英尺）。